# Dawid Rozow
Dawid Rozow, Давид Григорьевич Розов, Давид Аронович Розов, Dawid Aronowicz Rozow, znany też jako Dawid Grigoriewicz Rozow (ur. 1902 w Pryłukach, Guberni połtawskiej, Imperium Rosyjskie, zm.  28 października 1941 w Barbyszu pod Kujbyszewem, ZSRR) – radziecki działacz gospodarczy, pochodzenia żydowskiego.

## Pełnione funkcje
Pełnił funkcję prezesa radzieckiej spółki handlowej Amtorg w Nowym Jorku (1936-1938), następnie zastępcy ludowego komisarza ds. handlu zagranicznego ZSRR w latach 1938-1940.

## Represje
Aresztowany 28 marca 1940 pod zarzutem "bycia członkiem organizacji antyradzieckiej, a także angażowania się w szpiegostwo na rzecz obcych państw", to znaczy popełnienia przestępstw przewidzianych w artykułach 58-1b, 58-7 i 58-11 Kodeksu karnego RSFSR. Na podstawie decyzji NKWD ZSRR z 17 października 1941 został rozstrzelany bez procesu 28 października 1941. 15 października 1955 decyzją Prokuratury Generalnej ZSRR sprawa jego rehabilitacji została odrzucona z powodu braku corpus delicti.